# Cobitis illyrica
Cobitis illyrica és una espècie de peix de la família dels cobítids i de l'ordre dels cipriniformes.

## Morfologia
- Els mascles poden assolir 5,3 cm de llargària total i les femelles 6,48.[3][4]

## Hàbitat
Viu en zones de clima temperat.

## Distribució geogràfica
Es troba a la conca del llac Prolozac (Croàcia).